# 가메시마 슈
가메시마 슈(일본어: 亀島 周, 1993년 4월 21일 ~ )는 일본의 축구 선수이다.

## 구단 경력
그는 2016년부터 2017년까지 J리그의 가이나레 돗토리에서 활동하였다.